# Renewi Tour
Az ENECO Tour egy országúti kerékpáros körverseny. A Benelux államokban (Hollandia, Belgium) kerül lebonyolításra. Az UCI ProTour sorozat része.

## Történet
1948-ban szervezték az első Holland Körversenyt. 2000-től az ENECO Tour nevet viseli. 2005-től része az UCI ProTour-nak.

## Győztesek

### Összetett verseny
Az összetett versenyben vezető fehér trikót visel.
| Év   | Győztes              | Második              | Harmadik             |         |
| ---- | -------------------- | -------------------- | -------------------- | ------- |
| 2005 | Bobby Julich         | Erik Dekker          | Leif Hoste           |         |
| 2006 | Stefan Schumacher    | George Hincapie      | Vincenzo Nibali      |         |
| 2007 | José Iván Gutiérrez  | David Millar         | Gustav Larsson       |         |
| 2008 | José Iván Gutiérrez  | Sébastien Rosseler   | Michael Rogers       |         |
| 2009 | Edvald Boasson Hagen | Sylvain Chavanel     | Sebastian Langeveld  |         |
| 2010 | Tony Martin          | Koos Moerenhout      | Edvald Boasson Hagen |         |
| 2011 | Edvald Boasson Hagen | Philippe Gilbert     | David Millar         |         |
| 2012 | Lars Boom            | Sylvain Chavanel     | Niki Terpstra        |         |
| 2013 | Zdeněk Štybar        | Tom Dumoulin         | Andrij Hrivko        |         |
| 2014 | Tim Wellens          | Lars Boom            | Tom Dumoulin         |         |
| 2015 | Tim Wellens          | Greg Van Avermaet    | Wilco Kelderman      |         |
| 2016 | Niki Terpstra        | Oliver Naesen        | Peter Sagan          |         |
| 2017 | Tom Dumoulin         | Tim Wellens          | Jasper Stuyven       |         |
| 2018 | Matej Mohorič        | Michael Matthews     | Tim Wellens          |         |
| 2019 | Laurens De Plus      | Oliver Naesen        | Tim Wellens          |         |
| 2020 | Mathieu van der Poel | Søren Kragh Andersen | Stefan Küng          |         |
| 2021 | Sonny Colbrelli      | Matej Mohorič        | Victor Campenaerts   |         |
| 2022 | törölve              | törölve              | törölve              | törölve |
| 2023 | Tim Wellens          | Florian Vermeersch   | Yves Lampaert        |         |
| 2024 | Tim Wellens          | Alec Segaert         | Per Strand Hagenes   |         |

### Pontverseny
A pontversenyben vezető piros trikót visel.
- 2005 :  Allan Davis (AUS)
- 2006 :  Simone Cadamuro (ITA)
- 2007 :  Mark Cavendish (GBR)
- 2008 :  Jurgen Roelandts (BEL)
- 2009 :  Edvald Boasson Hagen (NOR)
- 2010 :  Edvald Boasson Hagen (NOR)
- 2011 :  Edvald Boasson Hagen (NOR)
- 2012 :  Giacomo Nizzolo (ITA)
- 2013 :  Lars Boom (BEL)
- 2014 :  Tom Dumoulin (NED)
- 2015 :  André Greipel (GER)
- 2016 :  Peter Sagan (SVK)
- 2017 :  Peter Sagan (SVK)

### Hegyi verseny
A hegyi versenyben vezető nem visel megkülönböztető trikót
- 2005 :  Christian Vandevelde (USA)
- 2006 : -
- 2007 : -
- 2008 :  Floris Goesinnen (NED)

### Fiatal versenyzők versenye
2007-ig a legjobb 25 év alatti versenyző sárga trikót viselt, később zöldet.
- 2005 :  Thomas Dekker (NED)
- 2006 :  Stefan Schumacher (GER)
- 2007-2009 : -
- 2010 :  Tony Martin (GER)
- 2011 :  Edvald Boasson Hagen (NOR)

### Legaktívabb versenyzők
- 2012 :  Laurens de Vreese (BEL)
- 2013 :  Laurens de Vreese (BEL)
- 2014 :  Kenneth Vanbilsen (BEL)
- 2015 :  Gijs Van Hoecke (BEL)
- 2016 :  Bert Van Lerberghe (BEL)
- 2017 :  Piet Allegaert (BEL)

### Csapatverseny
- 2005 : Liberty Seguros-Würth
- 2006 : Liquigas
- 2007 : Quick Step-Innergetic
- 2008 : Team Columbia
- 2009 : Rabobank
- 2010 : Rabobank
- 2011 : Sky Procycling
- 2012 : Omega Pharma-Quickstep
- 2013 : Omega Pharma-Quickstep
- 2014 : Garmin–Sharp
- 2015 : Lotto Soudal
- 2016 : Ettix–Quick Step
- 2017 : Trek–Segafredo

## Legtöbb szakaszgyőzelem
|   | Versenyző                  | Szakaszok száma | Szakaszok |
| - | -------------------------- | --------------- | --- |
| 1 | Tom Boonen (BEL)           | 6               | 2006: 1. (Hoogeveen, Hollandia), 3. (Westmalle, Belgium) és 5. szakasz (Balen, Belgium) 2008: 1. (Roermond, Hollandia) és 4. szakasz (Ardooie, Belgium) 2009: 3. szakasz (Hasselt, Belgium) |
| 2 | André Greipel (GER)        | 5               | 2008: 2. szakasz (Nieuwegein, Hollandia) 2010: 2. (Ardooie, Belgium) és 6. szakasz (Heers, Belgium) 2011: 1. (Sint Willebrord, Hollandia) és 2. szakasz (Ardooie, Belgium)                  |
| 3 | Edvald Boasson Hagen (NOR) | 4               | 2008: 6. szakasz (Brüsszel, Belgium) 2009: 6. (Roermond, Hollandia) és 7. szakasz (Amersfoort, Hollandia) (ITT) 2011: 6. szakasz (Sittard-Geleen, Hollandia)                                |
| 4 | Tyler Farrar (USA)         | 3               | 2009: 1. (Ardooie, Belgium), 2. (Brüsszel, Belgium) és 4. szakasz (Libramont, Belgium) |
| 5 | Philippe Gilbert (BEL)     | 2               | 2006: 7. szakasz (Ans, Belgium) 2011: 3. szakasz (Andenne, Belgium) |
| 5 | Robbie McEwen (AUS)        | 2               | 2007: 3. szakasz (Putte, Belgium) 2010: 1. szakasz (Rhenen, Hollandia) |
| 5 | Max van Heeswijk (NED)     | 2               | 2005: 1. (Mierlo, Hollandia) és 5. szakasz (Hasselt, Belgium) |